# ماموروغاوا
ماموروغاوا  هي بلدية في اليابان، وبلدة في اليابان، تقع في ياماغاتا، بلغ عدد سكانها 7,713  نسمة وذلك حسب إحصائيات سنة 2018، تبلغ مساحتها 374.22 كيلومتر مربع.

## الموقع
تشترك في الحدود مع:
- شينجو، ياماغاتا
- يوزاوا آكيتا
- مقاطعة موغامي  [لغات أخرى]‏
- ساكاتا، ياماغاتا
- يوريهونجو، أكيتا.